# Krąpień
Krąpień (Lardizabala) – monotypowy rodzaj roślin z rodziny krępieniowatych z gatunkiem Lardizabala biternata Ruiz & Pav. Występuje w środkowym Chile oraz na wyspach Juan Fernández. Rośnie w lasach deszczowych, kwitnie zimą. Rzadko uprawiany jest jako ciekawostka botaniczna.

## Morfologia
PokrójDrewniejące pnącze osiągające według jednych źródeł do 2–3 m wysokości, a według innych do 10 m.
LiścieZimozielone, trójdzielne lub podwójnie trójdzielne (w efekcie z 3 lub 9 listkami). Listki skórzaste, ciemnozielone i błyszczące z wierzchu, na brzegach falisto powyginane. Osiągają 5–10 cm długości, są jajowate, u nasady zaokrąglone lub słabo sercowate.
KwiatyRośliny dwupienne, kwiaty słupkowe pojedynczo wyrastają w kątach liści, a pręcikowe zebrane są w zwisające grona. Działek kielicha jest 6, podobnie jak płatków korony. Pręcików jest 6, zrośniętych w kolumienkę. W kwiatach żeńskich znajduje się 6 prątniczków.
OwoceMięsiste jagody kiełbaskowatego kształtu, ciemnofioletowe, do 7,5 cm długości, zawierające liczne nasiona.